# Risken Finns
Risken Finns var en musikduo som bildades i Lund 1971 av Gunnar Danielsson och Lars "Ferne" Fernebring. Duon var en del av den svenska proggrörelsen och utmärkte sig för sin speciella satiriska humor.

## Knuff
Risken Finns debuterade i nystartade TV-programmet Knuff i TV 2, där de medverkade i fyra program som sändes våren 1972. Då hade de ännu inte uppträtt live. På Smålands nation i Lund prövade de fram och utvecklade sin scenkonst och bodde båda i närliggande studenthuset Parentesen. Gruppen medverkade sedan på samlingsskivan Låtar från Knuff (1972). I samband med TV-programmen fick Roger Wallis på MNW upp ögonen för den nyskapande duon, som med tiden knöts till detta skivbolag. Efter ett genombrott på Folkets Hus i Stockholm i november 1973 spelade Sveriges Radios producent Lennart Wretlind in ett radioprogram med duon där de berättade om sin väg till proggmusiken.

## Cabaret Fredagsbarnen
Hösten 1972 uppträdde duon första gången offentligt på "Cabaret Fredagsbarnen" i Malmö, en kabaré som drevs av poeten Lasse Söderberg, dåvarande jazzmusikerna Jacques Werup, Rolf Sersam och Frans Sjöström samt trubaduren Lennart Brummer. I Fernes studentrum "Parentesen B: 211" inleddes Risken Finns historia och där spelades deras allra första TV-program in.
Den 30 juni 1973 påbörjade Risken Finns inspelningarna av sin första LP, som kom att heta Risken Finns. Roger Wallis instrumenterade och arrangerade skivinspelningen där bland annat bluesgitarristen Roffe Wikström gör ett solo i "Risken Bloos". Strax före jul 1973 kom Risken Finns första LP-skiva (MNW 41P).

Risken Finns var en kontroversiell duo som både bombhotades, fälldes i radionämnden och blev utskällda då den så kallade klagomuren i TV blev nerringd på grund av deras provokationer. Risken Finns förekom dessutom flitigt i radio och TV. I ungdomsprogrammet Festplatsen där Mikael Ramel och Bengt Dahlén var programledare blev Risken Finns husband. Programmet sändes samtidigt i TV2 och riksradions P3 och bland medverkande artister fanns bland andra Cornelis Vreeswijk och Loudon Wainwright III. De fem programmen började sändas den 2 juli 1974 i TV2 samt i riksradions P3 den 5 juli 1973.

## På parkett
Den 27 april 1974 slog Risken Finns igenom i Lasse Holmqvists program På parkett, dåtidens populäraste TV-program med tittarsiffror uppemot 4 miljoner. Där spelade Risken Finns två låtar - dels sin stora hit Du känner väl mej, dels den då kontroversiella "Örestadsvisan" om konsekvenserna av en bro över Öresund. Mer TV och radio blev det sommaren samma år då de var husband i TV-programmet Festplatsen, som sändes både i TV 2 och i riksradions P3.
Risken Finns erhöll flera bidrag från Kulturrådet och turnerade över hela landet. I slutet av juli 1975 kom deras andra och sista LP Hästgryta.

## Bandets upplösning
I januari 1976 upplöstes Risken Finns och Lars Fernebring och Gunnar Danielsson gick skilda vägar.

## Diskografi
- 1972 – Låtar från Knuff (Risken Finns unika TV-inspelningar)
- 1973 – Risken Finns MNW 41 P
- 1975 – Hästgryta MNW 54 P
- 1975 – Doin' the omoralisk schlagerfestival MNW 45 S (Två sånger på A-sidan med Nationalteatern/Nynningen och Risken Finns låt "Lyckan" som B-sida)

Medverkan på samlingsalbum (urval)
- 1976 – Alternativ festival

## TV-produktioner
- 1972 – Knuff (husband i fyra program)
- 1974 – Festplatsen (husband i fem program)
- 1974 – På parkett med poeten Majken Johansson
- 1974 – Tratten med bland andra Ted Gärdestad